# 月灣 (月海)
眉月湾（拉丁語：Sinus Lunicus）是月球正面位于雨海东南边缘的一处月海。它的西南、东南和东北三面分别坐落着阿基米德陨石坑、奥托里库斯陨石坑和阿里斯基尔环形山、西北方畅开，面向一列小山丘-斯匹次卑尔根山脉。
1959年9月14日，前苏联露娜2号探测器降落在阿基米德环形山和奥托里库斯陨石坑之间的裂口处。为纪念人类太空探测器的首次抵达月球的登陆点，1970年国际天文学联合会将该月湾命名为"眉月湾"(Bay of Lunik)。
眉月湾的正式月面座标为北纬31.8°、西经1.4°(31°48′N 1°24′W / 31.8°N 1.4°W)，直径126公里。月湾中最醒目的特征是由阿里斯基尔环形山和奥托里库斯陨石坑的溅射物混合而成的外侧垒壁，以及小卫星坑"阿基米德 C"和"阿基米德 D"。月湾表面反照率也因覆盖着这两座陨坑的射纹材料而变亮。

## 备注
1. ↑  . Luna Society International.   [2010-11-03]. （原始内容存档于2012-07-02）.
2. ↑  . Space Encyclopedia ASTROnote.   [2010-11-03]. （原始内容存档于2012-07-02）.
3. ↑  . NASA.   [2010-11-03]. （原始内容存档于2012-07-02）.
4. ↑  . Gazetteer of Planetary Nomenclature. International Astronomical Union (IAU) Working Group for Planetary System Nomenclature (WGPSN).   [2014-08-06]. （原始内容存档于2012-07-02）.